# Fehér László (közgazdász)
Fehér László (Zilah, 1943. május 21. –) erdélyi magyar közgazdász, publicista.

## Életútja
Középiskolai tanulmányait a nagyváradi Ady Endre Líceumban végezte, 1960-ban érettségizett. 1960–62 között elvégezte a temesvári Erdészeti Főiskolát, majd később a Temesvári Egyetem közgazdasági szakát. 1991-ig a Bihar megyei Fakitermelő Vállalatnál dolgozott mint technikus, közgazdász, részlegvezető, osztályvezető. 1991 őszén a nagyváradi Analóg Kft. kiadó igazgatója, egyben az Erdélyi Napló hetilap alapító kiadója. Az ő vezetése alatt jelent meg a Média hetilap, a román sajtó aktuális szemléje, megjelentette újra a Kelet–Nyugat irodalmi havilapot, valamint, szintén havilapként, a Cápa szórakoztató élclapot. Az addig is megjelenő Szemfüles gyermeklap mellé, most először, megjelentetett évente munkafüzeteket is az elemista magyar gyermekek számára.
1994–98 között a kolozsvári Glória Kiadó igazgatója volt. Itt biztosította a Bajor Andor által alapított erdélyi római katolikus sajtótermékek – a Vasárnap hetilap és a Keresztény Szó havi folyóirat – folyamatos megjelenését. Vezetése alatt jelent meg először a Vasárnap mellékleteként egy éves Kalendárium.

## Munkássága
Nyugdíjba vonulása után publicisztikával foglalkozik, több cikkét is közölte a Magyar Hírlap országos napilap és a romániai szatirikus hetilap, az Academia Cațavencu. 2015-ben megjelent első könyve, a Bihar megyei erdészet monográfiája, Cronica pădurilor din ținuturile Bihorului (A Bihar-vidéki erdők krónikája) a nagyváradi Biblioteca Revistei Familia kiadó gondozásában, román nyelven, amelynek társszerzője. 2017-ben megjelent magyar nyelven a háromkötetes Földrajzi minienciklopédiája (kiadó a nagyváradi Europrint), világjárók számára. 2019-ben jelent meg az önéletrajzi regénye, az Ez is én vagyok… (kiadó a nagyváradi Netprint) címmel magyar nyelven, és saját fordításban, román nyelven: De bine, de rău, despre mine… 2020-ban jelentette meg az amerikai útleírását (kiadó a nagyváradi Netprint), szintén két nyelven: Tátott szájjal, Amerikában… és Prin America, cu gura căscată…
Rendszeresen közöl esszéket az internetes honlapján Csak ülök és puffogok gyűjtőcím alatt.

### Kötetei
- Cronica pădurilor din ţinuturile Bihorului (társszerző: Alexandru Teoran). Nagyvárad, Biblioteca Revistei Familia, 2015.[2]
- Földrajzi minienciklopédia. I–III. Nagyvárad, Europrint, 2017.[3][4][5]
- Ez is én vagyok[6] (De bine, de rău, despre mine…[7]) Nagyvárad, Netprint, 2019
- Tátott szájjal, Amerikában…[8] (Prin America, cu gura căscată…[9]) Nagyvárad, Netprint, 2020
- Csak ülök és puffogok[10] (Doar șed și cuget[11]) Nagyvárad, Netprint, 2022
- Anyámasszony katonája[12] (Băiatul mamii[13]) Nagyvárad, Netprint, 2023
- Szilánkok[14] (Momente[15]) Nagyvárad, Netprint, 2024

## Családja
Felesége Ari Mária (1966–1989), Szabó Éva (1993–), gyermeke Mária Kinga (sz. 1968), unokái László (sz. 1986) és Tamara (sz. 1994).